# Centaurea wagenitzii
Centaurea wagenitzii — вид квіткових рослин родини айстрових (Asteraceae). Ендемік Туреччини (пд.-зх. Анатолія).

## Середовище
Населяє степи.

## Морфологічна характеристика
Це багаторічник 5–15 см заввишки. Прикореневі Листки черешкові, від перисто-розсічених до ліроподібних, верхні листки прості, лінійні, ≈ 1 мм завширшки. Обгортка 9–11 мм завдовжки, яйцювато-довгаста. Квіточки сірчано-жовті. Період цвітіння: весна.